# Branko Bogunović
Branko Bogunović (Drvar, 24. listopada 1911. — Šibenik, 1945.), bio je četnički vojvoda iz Drugoga svjetskoga rata. Surađivao je s NDH u borbama protiv partizana. Njegov rođeni brat Uroš bio je zapovjednik Šeste krajiške partizanske brigade i narodni heroj Jugoslavije.

## Životopis
Branko Bogunović je rođen, odrastao i završio osnovnu školu u Drvaru. Srednje obrazovanje stekao je u Banjoj Luci, potom je vojni rok odslužio u zrakoplovstvu u Sarajevu i nakon toga postao čuvar državnih šuma u Drvaru. Imao je četiri brata i tri sestre: Ljubu, Mitu, Uroša, Nikolu, Milevu, Nataliju i Dušanku. Bio je oženjen Milkom Bašić, iz sela Kamenice, s kojom je imao sina Duška.
Po izbijanju ustanka u NDH 1941. godine, predvodio je četnike u pokolju Hrvata u Bosanskom Grahovu. Za vrijeme Drugoga svjetskoga rata Branko Bogunović je bio pomoćnik zapovjednika Dinarske četničke divizije i zapovjednik četničkog korpusa „Gavrilo Princip“. Zbog svojih zasluga je od Crkve svetog Petra u Donjem Tiskovcu dobio urešeno tradicionalno odijelo koje je prije njega navodno nosio vojvoda Pavasović u ustanku 1715. godine, a zatim i vojvoda Golub Babić u ustanku 1875. godine.
Kod župana NDH Davida Sinčića u Knin je početkom prosinca 1941. godine, zajedno s drugim četničkim vođama, došao i Bogunović, kojeg će Sinčić ocijeniti kao najpouzdanijeg za suradnju protiv ustanka. Pavelićev ministar Mladen Lorković 26. svibnja 1942. depešom obavještava »vrhovničtvo« velike župe Bribir i Sidraga o isporuci oružja Bogunoviću i drugim četnicima:

Isplata je izvršena početkom lipnja. O tome dr. Sinčić obavještava Pavelića: "Jučer sam trima glavnim vođama četnika koji su u borbi protiv partizana, Momčilu Đujiću, Branku Bogunoviću i Mani Rokviću dao svakome po 100.000 kuna radi organiziranja borbe protiv partizana i pomoći njihovim suborcima." Župan David Sinčić je iz Knina 17. lipnja 1942. godine poslao nadređenima izvješće o suradnji s postrojbama Branka Bogunovića, koji kaže da je NDH pružala pomoć u oružju, strijeljivu i ljudstvu lojalnim četničkim postrojbama:

U izvješću Mladena Žujovića generalu Mihailoviću od 6. kolovoza 1943. godine stoji:
Bogunović je ranjen prigodom proboja blokade u Pađenima, 4. prosinca 1944. godine. Ubrzo potom, 1945. godine partizani su ga zarobili i ubili.